# Homalocephala bipunctata
Homalocephala bipunctata är en tvåvingeart som först beskrevs av Friedrich Hermann Loew 1854.  Homalocephala bipunctata ingår i släktet Homalocephala och familjen fläckflugor. Inga underarter finns listade i Catalogue of Life.